# 니타카급 방호순양함
니타카형 방호순양함(新高型防護巡洋艦)은 일본 제국 해군이 자체 건조한 방호순양함이다. 니타카와 쓰시마 2척이 건조되었다. 러일 전쟁과 제1차 세계 대전에서 활약했다.

## 개요
일본에서 자체 제작한 방호순양함이다. 니타카형 이상 함은 드디어 국산화가 가능하게 되었다. 기존의 함대형 순양함과는 달리 처음부터 정찰임무형 순양함으로 설계되었기 때문에, 무장과 속도는 떨어졌지만, 강력하고 실용적인 측면에서 매우 성공한 함이라고 할 수 있다.
러일 전쟁 시작 직전이었기 때문에 관급공사로 건축되었으며, 전쟁 중에는 황해 해전과 쓰시마 해전에서 적국 군함을 격침하는 등 화려한 전과를 거두었고, 제1차 세계 대전에서 연합군 함정으로 장거리 아프리카 대륙 연안까지 원정했다.

## 제작

### 니타카
니타카형 순양함의 1번함으로 요코스카 조병창에서 건조되었다. 함 이름은 당시 일본 령이었던 대만의 위산(당시 명칭은 일본어 발음인 니타카산(新高山)이었음)에서 유래했다. 러일 전쟁에 종군하여 제물포 해전에서 러시아 제국 해군의 순양함과 포함을 격침시켰으며, 이후 쓰시마 해전에서 러시아 잔존 함대를 추격하여 순양함과 구축함을 격침시켰다. 제1차 세계 대전에서는 남아프리카 공화국의 케이프타운까지 원정했다. 제1차 세계 대전 이후 1922년 8월 26일 북양을 경계하기 위해 연해주 부근에 정박해 있었는데, 북상한 열대성 저기압의 폭풍에 휘말려 보일러 제관이 침수되어 우현으로 기울어 전복 침몰했다. 따라서 생존자 16명을 제외한 327명이 사망하는 비극이 발생했다.

### 쓰시마
니타카형 순양함의 2번함으로 구레 조병창에서 건조되었다. 함 명은 일본과 한반도와 교역의 요충지였던 대마도(쓰시마)에서 유래되었다. 니타카와 함께 러일 전쟁. 제1차 세계 대전 그리고 시베리아 출병에 참가했다. ‘쓰시마 해전’에서 러시아 잔존 함대의 추격에 참가하여 러시아 순양함 1척을 격침시킨다. 대전 후 표적 연습함으로서 운영되었으며 외판의 부식과 연습 포격의 직격탄으로 침몰했다.